# モハマド・ハシム・ムスタファ
モハマド・ハシム・ムスタファ（マレー語: Mohd Hashim Mustapha、1966年1月31日 - ）は、マレーシアの元サッカー選手、現サッカー指導者。元マレーシア代表。

## 経歴
ケランタンFAのユース出身。トップチームでも同チームに長く所属したあと、ケダFAを経て再びケランタンFAに復帰。その後はジョホールFA、ケランタンJKR FC、ケランタンTNB FCに所属した。
選手引退後は指導者に転向し、古巣のケランタンFAを中心に活動しており、現在はU-21チームのヘッドコーチを務めている。

## タイトル

### クラブ
ケダFA
- ピアラFAマレーシア: 1996

ジョホールFA
- マレーシア・プレミアリーグ: 1999

### 代表
- 東南アジア競技大会:

準優勝: 1987

### 個人
- マレーシア・スーパーリーグ得点王: 1993, 1994